# Mari Paz Mosanga Motanga
Mari Paz Mosanga Motanga (ur. 16 października 1982) – lekkoatletka z Gwinei Równikowej, specjalizująca się w biegu na 100 metrów, olimpijka.
Swoją międzynarodową karierę sportową Mosanga Motanga zaczęła w 1999 r. od występu na mistrzostwach świata juniorów młodszych w Bydgoszczy. W 6. biegu eliminacyjnym na 100 m, z czasem 13,62 zajęła 7. miejsce, przez co nie awansowała do kolejnej rundy. W 2000 r., mimo nieuzyskania odpowiedniego minimum na igrzyska olimpijskie w Sydney, dostała dziką kartę od organizatorów, dzięki czemu mogła uczestniczyć w zawodach. Jednocześnie była najmłodszą zawodniczką w reprezentacji Gwinei Równikowej, mając zaledwie 17 lat. W swojej koronnej konkurencji, biegu na 100 m, w 1. biegu eliminacyjnym zajęła 7. pozycję. W łącznym rozrachunku została sklasyfikowana na 75. miejscu w gronie 84 zawodniczek, co nie dało jej prawa startu w kolejnej fazie zawodów. W 2001 roku wzięła udział w mistrzostwach świata w Edmonton, gdzie z czasem 13,04 nie przebrnęła eliminacji. Dwa lata później wystartowała w mistrzostwach świata w Paryżu, gdzie po raz kolejny odpadła w eliminacjach biegu 100 m, zajmując 6. miejsce w 8. biegu eliminacyjnym.
Jest współrekordzistką Gwinei Równikowej w sztafecie 4x100 m.

## Osiągnięcia
| Rok  | Impreza                               | Miejsce   | Konkurencja        | Lokata     | Wynik |
| ---- | ------------------------------------- | --------- | ------------------ | ---------- | ----- |
| 1999 | Mistrzostwa świata juniorów młodszych | Bydgoszcz | bieg na 100 metrów | eliminacje | 13,62 |
| 2000 | Igrzyska olimpijskie                  | Sydney    | bieg na 100 metrów | eliminacje | 12,91 |
| 2001 | Igrzyska frankofońskie                | Ottawa    | bieg na 100 metrów | eliminacje | 13,13 |
| 2001 | Mistrzostwa świata                    | Edmonton  | bieg na 100 metrów | eliminacje | 13,04 |
| 2003 | Mistrzostwa świata                    | Paryż     | bieg na 100 metrów | eliminacje | 12,73 |

## Rekordy życiowe
- bieg na 100 metrów – 12,73 (23 sierpnia 2003, Paryż).